# ماکوتو فوجیتا (شیمی‌دان)

ماکوتو فوجیتا(به انگلیسی: Fujita Makoto) (به ژاپنی: 藤田، 誠) (متولد ۱۹۵۷) یک شیمی‌دان اهل ژاپن است که بیشتر برای تحقیقات در زمینه شیمی فراذره‌ای و کوئوردیناسیونی شناخته می‌شود.